# Music Break
Music Break（ミュージック・ブレーク）はe-radioで放送されているフィラー番組。平日（金曜日含む）夜間の5分間に話題の楽曲を1曲（時に2曲流れる事がある）流している。DJ・パーソナリティは存在しない。
2007年4月からは23:55(JST)にも放送されるようになった。

## 放送時間
曜日は22:55放送のを除き月曜日から金曜日（平日）までである。（時刻は全てJST）
- 20:55
- 21:55
- 22:55 (金曜のみ放送)
- 23:55